# Резерват Челку
Резерват Резерват Челку (енгл. Chelkou Game Reserve) је заштићено природно подручје у Јужном Судану у вилајету Западни Бахр ел Газал, југозападно од градова Авејл и Вав. Захвата повшину од око 5.500 км² и основан је 1939. године. Обухвата саванске травне пределе са значајним стаништем слонова, антилопа и бафала.